# BMW K1300 R
La BMW K1300 R è una moto di tipo naked lanciata alla fine del 2008 per sostituire la BMW K1200 R come moto ammiraglia dalla casa motociclistica tedesca BMW Motorrad.

## Descrizione
Il motore quattro cilindri in linea da 1.300 cm³ della K1300 R produce una potenza massima di 173 CV (129 kW) a 9.250 rpm ed eroga una coppia di 140 Nm a 8.250 rpm. Il motore è stato leggermente modificato dalla società britannica Ricardo. Lo scarico ha una valvola a farfalla per aumentare la coppia e migliorare il suono emesso. Le sospensioni della K1300 R possono essere regolate tramite il sistema elettronico ESA-II (optional). Inoltre è presente un sistema di ABS di serie.
La K 1300R segna lo 0 a 100 km/h in 2,81 secondi battendo di un decimo la Suzuki B-King.